# Miasta Majotty
Według danych oficjalnych pochodzących z 2012 roku Majotta posiadała ponad 20 miejscowości o ludności przekraczającej 3 tys. mieszkańców. Stolica kraju Mamoudzou znajduje się dopiero na dziesiątym miejscu; Labattoir, Kawéni i Mtsapéré liczyli ponad 10 tys. mieszkańców; 8 miejscowości z ludnością 5÷10 tys. oraz reszta miejscowości poniżej 5 tys. mieszkańców.

## Największe miejscowości na Majotcie
Największe miejscowości na Majotcie według liczebności mieszkańców (stan na 21.08.2012):
| L.p. | Miasto          | Gmina     | Liczba ludności |
| ---- | --------------- | --------- | --------------- |
| 1.   | Labattoir       | Dzaoudzi  | 14 060          |
| 2.   | Kawéni          | Mamoudzou | 13 276          |
| 3.   | Mtsapéré        | Mamoudzou | 12 812          |
| 4.   | Pamandzi        | Pamandzi  | 9 892           |
| 5.   | Majicavo-Koropa | Koungou   | 9 130           |
| 6.   | Sada            | Sada      | 9 129           |
| 7.   | Koungou         | Koungou   | 7 777           |
| 8.   | Kavani          | Mamoudzou | 7 491           |
| 9.   | Passamainty     | Mamoudzou | 7 026           |
| 10.  | Mamoudzou       | Mamoudzou | 5 839           |
| 11.  | Chiconi         | Chiconi   | 5 778           |

## Alfabetyczna lista miejscowości na Majotcie
- Acoua
- Bandraboua
- Bandrele
- Bouéni
- Chiconi
- Chirongui
- Dembeni
- Dzaoudzi
- Kani-Kéli
- Kavani
- Kawéni
- Koungou
- Labattoir
- Longoni
- Majicavo-Koropa
- Mamoudzou
- Mtsamboro
- Mtsangamouji
- Mtsapéré
- Ouangani
- Pamandzi
- Passamainty
- Sada
- Tsingoni